# Žihle
Žihle är en ort i Tjeckien.   Den ligger i regionen Plzeň, i den västra delen av landet, 70 km väster om huvudstaden Prag. Žihle ligger 442 meter över havet och antalet invånare är 1 419.
Terrängen runt Žihle är platt åt sydost, men åt nordväst är den kuperad. Runt Žihle är det ganska glesbefolkat, med 47 invånare per kvadratkilometer. Närmaste större samhälle är Kralovice, 10,6 km sydost om Žihle. I omgivningarna runt Žihle växer i huvudsak blandskog.